# Annunciazione (Frei Carlos)
L'Annunciazione è un dipinto a olio su tavola realizzato da Frei Carlos nel 1523 e conservato nel Museo nazionale d'arte antica di Lisbona in Portogallo. Il tema riguarda l'episodio evangelico dell'Annunciazione.

## Storia
Frate Carlos dipinse quest'opera pochi anni dopo aver professato presso il Convento dos Jerónimos di Espinheiro, rivelando in essa l'eleganza levigata e il chiaro ordine scenografico che caratterizzano i dipinti della pala d'altare del monaco-pittore. La spiccata morbidezza del colorito e la grazia della figura della Vergine e del giovane Angelo sono caratteristiche dell'universo pio e pacato della pittura di Frei Carlos.
Cunha Taborda, nel 1815, diede conto dell'ubicazione di questa tavoletta nel Convento do Espinheiro, affermando che sull'altare della sacrestia fu trovata un'Annunciazione "che ha molto merito". Tuttavia, nonostante il valore di queste informazioni, non ci sono prove che questa fosse la sua posizione originale.

## Descrizione
La composizione è definita in due spazi, uno interno e uno esterno separati da un muro. Nell'area interna, sul lato destro, che occupa circa tre quarti dell'area del dipinto, la Vergine Maria è inginocchiata davanti ad un altare quando riceve la visita dell'angelo annunziante che è ancora sospeso nell'aria ma con le sue vesti già arrugginiscono il suolo. Verticalmente sul capo della Vergine vola la colomba dello Spirito Santo.
L'altare raffigura, come un "quadro nel quadro", il tema del roveto ardente, l'albero sacro che ardeva senza consumarsi, l'immagine di Maria stessa, che concepì e partorì nella purezza verginale.
La Vergine Maria è rappresentata in modo naturale, mettendo in risalto la delicatezza del suo volto, leggermente inclinato alla sua destra, che contrasta con le pieghe spigolose delle sue vesti che adagiano su un tappeto rosso.
All'esterno, a sinistra, tre angeli cantano e suonano musiche celesti per lodare l'evento sotto un portico rinascimentale. Gli angeli sono disegnati con grande cura e con un ottimo equilibrio cromatico, trasmettendo una sensazione di serenità.
Sullo sfondo, al di là di un muretto, si intravede un paesaggio con case e colline verdi che sfumano, trasmettendo la sensazione di lontananza.

## Stile
Il dipinto è guidato dalla luminosità, dal rapporto tra spazio interno ed esterno e dal gioco armonioso delle linee di forza della composizione definita attraverso l'architettura.